# Guarda-rios-de-blyth
O guarda-rios-de-blyth (Alcedo hercules) é uma espécie de ave da família Alcedinidae. Nenhuma subespécie é reconhecida.

## Distribuição
É encontrado no extremo nordeste da Índia e leste do Nepal, no extremo sul da China e ao sul em Mianmar, norte da Tailândia, Laos e Vietnã.

## Tamanho
Essas aves têm 22 cm de comprimento e pesam cerca de 60 gramas.

## Habitat
O guarda-rios-de-blyth é encontrado ao longo de riachos e pequenos rios, e áreas adjacentes de florestas tropicais úmidas, favorecendo ravinas profundas e áreas montanhosas. Eles ocorrem em altitudes de 200-1.200 metros.

## Dieta
Eles se alimentam principalmente de peixes, mas também são conhecidos por pegar alguns insetos.

## Reprodução
Os guardas-rios-de-blyth se reproduzem entre Março e Julho. O ninho é colocado no final de um túnel profundo, escavado na margem do córrego da floresta ou na face vertical da ravina da floresta. Depois a fêmea põe 4-6 ovos que são incubados por ambos os pais. Não há informações disponíveis sobre a duração dos períodos de incubação e emplumação.